# Phantom -PHANTOM OF INFERNO-
Autre
Phantom -PHANTOM OF INFERNO- (ファントム -ファントム オブ インフェルノ-, Fantomu - fantomu obu inferuno -), connu en Amérique du Nord sous le titre Phantom of Inferno, est un jeu de type visual novel créé par Nitroplus, réalisé et écrit par Gen Urobuchi. Il est sorti sur PC au Japon en 2000 et a été porté en DVD interactif en 2001 et sur PlayStation 2 en 2003. Il a été distribué en Amérique sous forme de DVD interactif par Hirameki International (une filiale de l'éditeur japonais de visual novels Hirameki) en 2002. L'histoire peut prendre la forme d'un drame d'action sombre ou d'un drame romantique, selon le choix du joueur. Une nouvelle version sur Xbox 360 est sorti en 2012 et a été porté sur PC en 2013.

## Synopsis
Phantom est le nom qui caractérise l'assassin le plus performant d'Inferno, une organisation mafieuse de l'ouest des États-Unis. Le Phantom est considéré comme le meilleur sniper au monde, et son nom possède une réputation internationale.

### Première Époque
Un jeune garçon se réveille totalement amnésique dans un ancien bâtiment industriel en compagnie d'une jeune fille, Ein, le Phantom, qui tente d'abord de le tuer pour tester ses capacités de combat et l'entraîne comme assassin sous le nom de Zwei. Il découvre alors qu'il est utilisé par Inferno, et, après avoir retrouvé la mémoire et découvert qu'il s'appelle en réalité Reiji, il tente de libérer Ein de son bien-aimé maître Scythe, et franchit une première étape en lui donnant le nom de « Elen ». Après que Scythe ait trahi Inferno, il tente, sous les ordres de Claudia McCunnen de le tuer, mais Ein, trop attachée à son maître, s'interpose et reçoit la balle à sa place. Zwei la croit morte, se fait tirer dessus à son tour (par Scythe Master), mais survit.

### Deuxième Époque
Trois mois plus tard, Zwei est devenu le Phantom officiel de l'organisation, l'assassin attitré de Claudia McCunnen. Puis six mois plus tard, alors qu'il enquête sur le meurtre de représentants d'un groupe de Yakuzas, les Godoh, il prend en charge une fillette, Cal, qui vivait auparavant chez une amie qui se retrouva par hasard entre les deux camps et prit une balle perdue en tentant de protéger la jeune fille. Cal, dans l'espoir de trouver quelqu'un capable de venger la mort de sa sœur Judy, a récupéré le sac rempli d'argent qui devait être transféré au groupe ami d'Inferno, les Bloodies, Isaac Wisemel à leur tête, et le groupe Godoh, que McCunnen tente d'affilier à Inferno, commencent tous deux à douter de l'organisation. Pour sauver la jeune fille de ses employeurs, il prétexte une forte volonté de tuer chez elle et lui enseigne les bases de l'assassinat. C'est alors qu'il découvre qu'Ein est toujours vivante et aux ordres de Scythe qui, dans sa tentative pour renverser McCunnen, dévoile aux membres des Godoh une photo compromettante, ce qui force Claudia et Reiji - Zwei à la fuite. En rentrant chez lui, alors qu'il avait promis à Cal de revenir à tout prix, il voit l'appartement exploser et la croit morte. Après un affrontement avec Ein durant lequel tous deux refusent de tuer l'autre, il lui promet de l'éloigner de Scythe et s'enfuient tous les deux au Mexique.

### Troisième Époque
Deux ans plus tard, on découvre qu'Elen et Reiji se sont installés dans la ville natale de Reiji, au Japon, sous la couverture d'étudiants. Cal, folle de haine et de rancœur envers Reiji (dont elle pense qu'il l'a abandonnée pour Ein), est sous la manipulation de Scythe et a regagné Inferno auquel le groupe Godoh est maintenant affilié. Elle est devenue le troisième Phantom d'inferno, Drei. Elle arrive au Japon dans le but de tuer Reiji. Ce dernier et Elen tentent alors de fuir pour retrouver une vie normale, et utilisent Mio, la jeune sœur de l'ancien dirigeant Godoh, que le nouveau a fait serment de foi de protéger, comme protection contre l'assassin d'Inferno. Mais Drei est impatiente et souhaite à tout prix faire souffrir Reiji autant qu'elle le peut. C'est alors que Scythe dévoile son arme ultime, le dernier acte de sa pièce de théâtre machiavélique, forçant Ein et Zwei à affronter ses dernières creations, les Zahlenschwestern.

## Personnages

### Assassins
Ein est le premier Phantom d'Inferno, totalement dépendante et soumise aux ordres de son maitre, Scythe qui lui a lavé le cerveau afin d'inhiber toute trace de souvenirs et de sentiments en elle et de la former comme assassin impitoyable. C'est elle qui forme Zwei. Lors de la fuite de Scythe, elle se sent perdue et tente de se suicider, mais Reiji arrive à la convaincre de la nécessité de vivre, et la baptise Elen pour lui donner une véritable identité. Au moment où Reiji est sur le point d'abattre Scythe, elle retourne pourtant aux côtés de ce dernier et se sacrifie pour lui sauver la vie. Laissée pour morte à la fin de la première époque, elle est de nouveau avec Scythe lors de la seconde, pour l'aider à revenir sur le devant de la scène d'Inferno. Obéissant à ses ordres, elle exécute les membres du groupe Godoh pour piéger Claudia, puis essaie d'éliminer Reiji, mais ne rencontre alors aucune résistance (ce dernier étant totalement désespéré par la mort de Cal). Elle trahit de nouveau Scythe et ils s'enfuient au Japon. Lors de la troisième époque, elle est prête à se sacrifier pour sauver Zwei, mais face au refus de ce dernier, elle s'applique alors à la tâche d'éliminer Scythe une fois pour toutes. À la fin, dans les plaines de Mongolies, on ne peut dire si elle est vivante ou morte (on peut voir qu'il manque un pétale à une fleur qui serait empoisonnée donc on pourrait penser qu'elle est morte en le mangeant). On la voit allongée dans l'herbe.
Zwei est le personnage central de l'anime, Azuma Reiji de son vrai nom. Touriste japonais témoin d'un meurtre commis par Ein, il est repéré comme assassin possible alors qu'il essaie vainement de s'échapper en mettant en œuvre un très fort instinct de survie. Après un lavage de cerveau et sa formation achevée, il devient l'assistant de  Ein, assassin émérite grâce à ses dispositions naturelles au combat, et atteint en trois mois le niveau obtenu par Ein en deux ans. Recouvrant la mémoire grâce à Claudia McCunnen, il devient plus indépendant, commence à penser par lui-même et à agir de son propre chef, ce qui le pousse, après le piège tendu à Scythe, à tenter de l'abattre. Son objectif de rendre le sourire à Eren devenu impossible à réaliser, Reiji, sombrant dans le désespoir et la déshumanisation, devient alors le meilleur Phantom qu'Inferno aura jamais compté dans ses rangs car il a le désir de tuer à l'inverse de Ein qui tue sur ordre, mais il peut exercer un contrôle total de lui-même à la différence de Drei qui est trop impatiente. Il recueille Cal et commence à lui enseigner les bases de la profession, puis souhaitant redevenir un homme normal, il lui promet de ne jamais la quitter. Recherché par Inferno après la machination de Scythe il cherche à s'enfuir avec Cal, mais assistant à l'explosion de son appartement alors qu'il la supposait en train de l'attendre à l'intérieur, la croit morte et abandonner à nouveau tout espoir. Quand Ein le trouve pour l'exécuter, il ne souhaite plus vivre et attend sa mort, cependant elle arrive à le convaincre de rester en vie et ils s'enfuient pour vivre une nouvelle vie sans assassinat.  Retrouvé au Japon par Drei, Zwei essaie de lui faire abandonner l'assassinat et de retrouver l'enfant qu'il a quitté pour une créature plantureuse, mais devant son envie irréfrénable de vengeance, comprend qu'il ne peut rien faire. Harcelé par Drei, il cherche alors à se sacrifier afin de l'apaiser pour laisser Ein retrouver son passé, mais Drei refuse. Il comprend alors que même s'il ne veut pas tuer Drei, il doit le faire, et l'abat en duel. Après qu'Ein ait tué Scythe, ils partent à la recherche du pays d'origine d'Ein, en Mongolie. Sur les plaines de cette dernière, à la fin on entend vaguement le bruit d'un silencieux, le tuant ainsi.
Drei est le troisième Phantom d'Inferno. Son vrai nom est Cal, elle s'est enfuie de chez son père et a été recueillie par Judy Devens, une prostituée tuée par le bras droit de Isaac Wisemel. Elle suit alors Reiji, et lui demande de venger la mort de Judy et d'abattre son tueur. Afin de la sauver, Reiji fait croire au conseil d'Inferno qu'elle a un talent pour le meurtre lié à sa soif de vengeance et il va donc l'entraîner tout en essayant de ne pas la faire tomber dans ce monde. Suivant Reiji partout, Cal l'aide et apprend les bases du métier à son contact, souhaite devenir son assistante, mais Reiji refusant de la projeter dans le monde du meurtre, la garde à ses côtés comme cuisinière et lui promet qu'ils ne se quitteront jamais. Quand leur appartement explose et que Reiji quitte le pays avec Eren, Cal est persuadée que Reiji l'a abandonnée et finit sa formation auprès de Scythe, qui, contrairement à ce qu'il a fait à ses autres assassins, ne lui fait pas subir de lavage de cerveau, mais révèle la haine qui sommeille en elle. Ressentant une soif intense de vengeance envers Reiji qui n'a pas tenu sa promesse et l'a abandonnée, elle devient Drei, le nouveau Phantom et le traque au Japon pour le tuer. Elle essaie d'abord, pour le blesser autant qu'elle le peut, de tuer Ein, mais elle échoue, Reiji s'interposant entre les deux femmes. Ensuite, Reiji n'ayant d'autre choix que de l'affronter, elle meurt lors du duel et révèle ses sentiments lors de ses derniers instants, blottie dans les bras de son tueur. Contrairement aux deux premiers Phantom, elle est totalement imprudente et incapable de se contrôler, elle propose des duels façon Western à ses adversaires qu'elle juge dignes d'intérêt, en proposant de tirer à la fin de la musique émanant de la montre que lui avait offert Reiji, comme dans le film Et pour quelques dollars de plus.
Zahlenschwestern (les sœurs aux numéros) sont les six dernières créations de Scythe. Vier, Fünf, Sechs, Sieben, Acht et Neun, sont basées sur le « prototype » Ein, mais des composantes des  expérimentations ultérieures, Zwei et Drei, ont été ajoutées afin de produire les soldats ultimes. À la fois armée privée et gardes du corps de Scythe, leur mission est de tuer Ein et Zwei mais elles échoueront, Scythe ayant créé des esclaves aux mouvements tout à fait prévisibles pour qui a déjà subi l'entraînement de celui-ci.

### Membres d'Inferno
Ray McGwire semble être le fondateur d'Inferno ainsi que son chef, même s'il semble prudent et averti, il se fait manipuler à plusieurs reprises par Claudia McCunnen lorsqu'elle se débarrasse de ses opposants. Il ordonne tour à tour l'exécution de Scythe, McCunnen et Zwei. Son but est de créer un nouvel ordre mondial dominé par Inferno. 
Claudia McCunnen est un membre haut placé d'Inferno dont l'occupation principale est de traiter avec les autres groupes mafieux pour les affilier. Elle rend la mémoire à Zwei pour le sortir du giron de Scythe afin de l'utiliser contre lui, amants un temps, Reiji l'abandonne pour retrouver Ein lors de son retour à la deuxième époque. Son frère Romero ayant été tué par Wisemel, elle souhaite le venger en montant au plus haut de la hiérarchie d'inferno. Pour atteindre cet objectif, elle se débarrasse de Scythe, rival dangereux, puis abat Wisemel et prend sa place. Le retour de Scythe de mèche avec le groupe Godo lui donne un retour de bâton inattendu et elle est exécutée par Lizzie. 
Lizzie Garland est la garde du corps et la meilleure amie de Claudia, elle n'apprécie pas vraiment le travail en solitaire des différents Phantom même si elle entretient de bonnes relations avec Zwei et qu'elle essaye à la fois de surveiller et de protéger Drei, c'est d'ailleurs cette dernière qui finira par la tuer. Tuer n'est pas dans sa nature mais elle obéit tout de même aux ordres d'assassinat dont celui de Claudia. Elle s'interposera entre Cal, qui vient de kidnapper la "princesse" Godoh, et les deux anciens Phantom, afin d'éviter un bain de sang; et, refusant de se battre contre Cal, elle se laissera tuer selon son habituel procédé musical.
Maitre Scythe est un spécialiste dans le conditionnement du cerveau. D'origine allemande, son vrai nom est Helmut von Giuseppe. C'est lui qui crée Ein et les Zahlenschwestern, efface la mémoire de Zwei, récupère et forme Drei. Étant le donneur d'ordre du Phantom, il croît rapidement en influence au sein d'Inferno. Claudia McCunnen, sa supérieure hiérarchique, le trouvant dangereux, lui tend un piège et le force à s'exiler. Il revient lors de la deuxième époque pour récupérer sa place en piégeant à son tour Claudia McCunnen et dirige l'opération d'Inferno au Japon lors de la troisième époque. Il considère le monde comme une pièce de théâtre qu'il écrit lui-même, et dont les assassins sont les acteurs et les mafias des accessoires. Son dernier acte prévoit la mort d'Ein et Zwei, mais il est abattu par Ein qui revendique sa liberté.
Isaac Wisemel est un des membres supérieurs d'Inferno. Opposé aux pratiques de Claudia, c'est dans son quartier que Ein fait son retour. Pris au piège par Claudia, il cherche à abattre Daisuke Godo, mais son sniper se fait tuer avant d'accomplir sa mission, il est ensuite lui-même abattu par Claudia.

### Groupe Godoh
Le groupe Godoh est un groupe yakuza qui recherche une alliance avec Inferno.
Daisuke Godoh est le fils du chef du groupe Godoh. À court de revenus, il accepte la proposition d'embuscade de Claudia McCunnen pour renflouer les caisses Godoh. En échange, il ouvre des échanges commerciaux avec Inferno, en essayant de rejoindre l'organisation. Pris dans un feu croisé de manipulations entre Claudia et Scythe, il finira par être tué par Shiga après avoir révélé la vérité sur le piège tendu à Scythe.
Shiga Toru est le conseiller et l'ami de Daisuke lors du piège proposé par Claudia MCCunnen, même s'il n'accorde pas sa confiance à cette dernière. Pendant les négociations pour que le groupe Godoh s'affilie avec Inferno, il est en contact avec Scythe auquel il se fie totalement, ce qui le mène, pour blanchir le groupe Godoh, à abattre Daisuke et à prendre sa place. Ayant promis de protéger Mio, il est obligé de s'opposer à Inferno lorsque l'organisation opère au Japon lors de la troisième époque.
Mio Fujieda est la sœur de Daisuke. Son père, le chef du groupe l'a écartée de sa vie de mafieux dès sa naissance et la confie à sa mère pour éviter qu'elles ne se trouvent liées aux affaires de gangs. Amoureuse de Reiji, elle lui sert de bouclier contre Drei, mais celle-ci finit par la kidnapper pour faire réagir Reiji et provoquer une confrontation. Comprenant les actions de ses parents, elle jure d'attendre toute sa vie le retour de Reiji au moment où celui-ci quitte le Japon.

## Adaptations

### Série animée
Phantom: Requiem for the Phantom (ファントム -ファントム オブ インフェルノ-, Phantom -PHANTOM OF INFERNO-) est une série d'animation japonaise de 26 épisodes de 24 minutes, produit par Bee Train en 2009. Il est tiré d'un jeu vidéo de type visual novel développé par Nitroplus édité en 2000 sous le titre Phantom of Inferno. Ce jeu a également été adapté en une mini série de trois OAV - Phantom the Animation - ainsi qu'en manga.